# Ulica Kościelna w Siemianowicach Śląskich
Ulica Kościelna – ulica w Siemianowicach Śląskich o długości około 550 metrów, będąca główną trasą w dzielnicy Michałkowice. Ulica ta, mająca przebieg południkowy, łączy się po stronie północnej z ulicami: S. Żeromskiego i Tarnogórską, zaś na południu na rondzie z ulicami: E. Orzeszkowej, Oświęcimską i Maciejkowicką. Przy ulicy zlokalizowanych jest wiele zabytkowych budynków wpisanych do gminnej ewidencji zabytków, a jedna z kamienic również do rejestru zabytków. Ulica Kościelna jest ponadto siedzibą licznych przedsiębiorstw z różnych branż.  

## Charakterystyka i przebieg

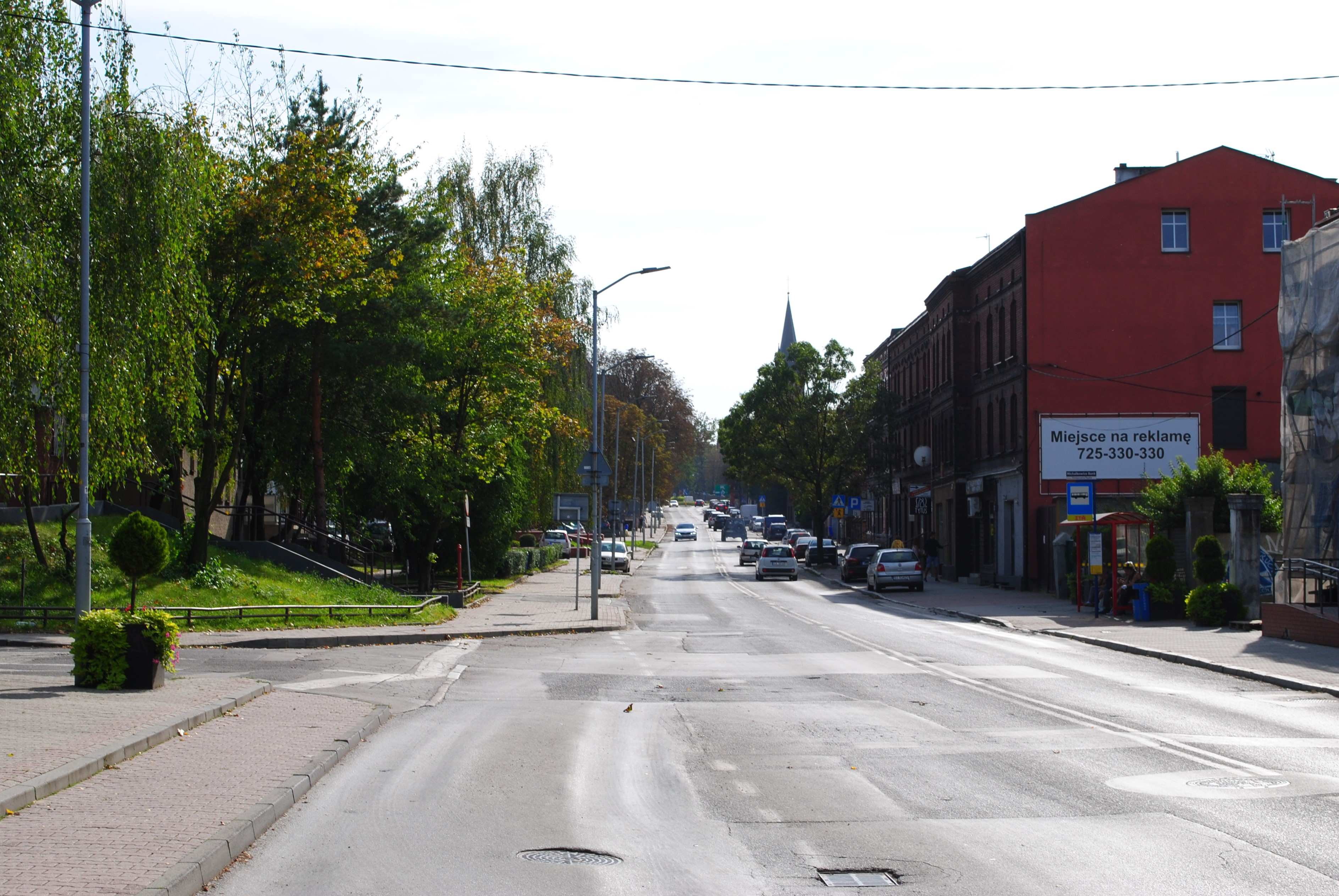
Ulica Kościelna na wysokości przystanku autobusowego Michałkowice Kościelna; widok w kierunku południowym

Ulica Kościelna znajduje się w północno-zachodniej części Siemianowic Śląskich i na całej długości przebiega przez dzielnicę Michałkowice. Jest ona drogą powiatową. W systemie TERYT widnieje ona pod numerem 09546. Kod pocztowy dla wszystkich adresów przy ulicy to 41-103.
Ulica Kościelna jest jedną z ulic w ciągu dróg Siemianowicach Śląskich, biegnących pomiędzy granicą miasta z Katowicami przy wieży telewizyjnej w Bytkowie a granicą z Piekarami Śląskimi na końcu ulicy Tarnogórskiej, która jednocześnie jest jedną z najczęściej uczęszczanych dróg w Siemianowicach Śląskich. Tworzą ją ulice: W. Wróblewskiego, Niepodległości, Bytkowska, Oświęcimska, Kościelna i Tarnogórska.
W kierunku północnym ulica Kościelna łączy się z ulicą S. Żeromskiego i ulicą Tarnogórską, które dalej prowadzą w kierunku Piekar Śląskich, natomiast w kierunku południowym krzyżuje się na rondzie z trzema ulicami: E. Orzeszkowej (droga ta ciągnie się dalej jako ulica Michałkowicka w kierunku Centrum), Oświęcimską (kieruje się w stronę Bytkowa) oraz Maciejkowicką (ulica kierująca się na zachód, w kierunku Maciejkowic w chorzowskiej dzielnicy Chorzów Stary). Numeracja budynków rozpoczyna się od strony południowej – po zachodniej stronie domy mają numerację nieparzystą, zaś po wschodniej parzystą. Droga ta na całej długości biegnie prostolinijnie na północ, kończąc przy skrzyżowaniu z ulicą S. Żeromskiego i ulicą Tarnogórską. Po drodze krzyżuje się z dwoma ulicami: Pocztową (po prawej stronie) i Krakowską (również po prawej stronie). Łączna długość ulicy wynosi około 550 m.
Ulicą kursują autobusy na zlecenie ZTM-u. Znajduje się tu jeden przystanek: Michałkowice Kościelna, przy którym według stanu ze stycznia 2023 roku zatrzymują się autobusy 12 linii w kierunku północnym i 11 w przeciwnym kierunku. Autobusy łączą tę część miasta z innymi dzielnicami Siemianowic Śląskich oraz z niektórymi miastami i gminami Górnośląsko-Zagłębiowskiej Metropolii, w tym z: Bytomiem, Chorzowem, Katowicami, Piekarami Śląskimi, Tarnowskimi Górami oraz portem lotniczym Katowice-Pyrzowice.

## Historia

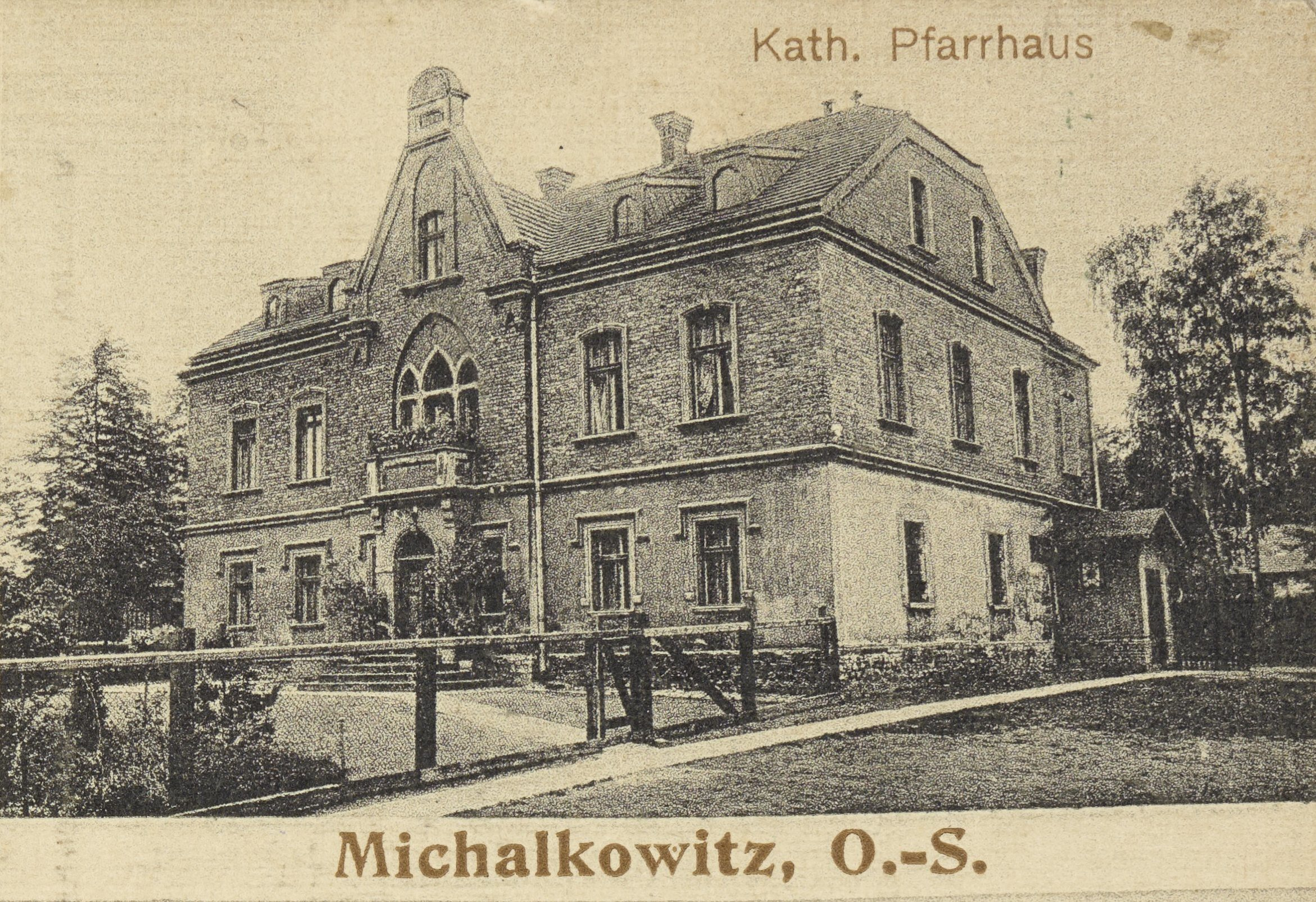
Budynek probostwa michałkowickiej parafii na początku XX wieku, położony przy ulicy Kościelnej 1

Obecna ulica Kościelna jest główną drogą Michałkowic, będąca pierwotnie ulicówką rozciągniętą na linii północ-południe. Same zaś Michałkowice zostało osadzone prawdopodobnie na prawie niemieckim. Pierwsza wzmianka o osadzie pochodzi z okresu 1326–1328, a w tym czasie we wsi istniał już kościół. W rejonie obecnego skrzyżowania ulic: Michałkowickiej i Maciejkowickiej, w XIV wieku powstała pierwsza w rejonie dzisiejszych Siemianowic Śląskich szkoła. 
Pierwotnie zabudowę wsi, powstającą przy głównej drodze, jaką jest dzisiejsza ulica Kościelna, stanowiły zabudowania z zespołem budynków gospodarczych. Na przełomie XIX i XX wieku od południa wieś była ograniczona zespołem pałacowym Rheinbabenów, zaś od północy stawem, przy którym rozgałęziały się drogi w kierunku Bytomia i Bańgowa. W czasie rozwoju przemysłu w rejonie Michałkowic pierwotna, drewniana zabudowa ustępowała na rzecz nowych, wielorodzinnych domów – kamienic. W tym okresie, aż do okresu międzywojennego, istniał obowiązek grodzenia posesji – przy ulicy Kościelnej gmina wykonywała większość ogrodzeń na własny koszt w zamian za odstąpienie przez właścicieli posesji fragmentu działki na poszerzenie ulicy. 
W związku ze wzrastającą liczbą parafian w Michałkowicach, w 1899 roku podjęto o budowę nowego gmachu kościoła. Budowę neoromańskiego kościoła p.w. św. Michała Archanioła rozpoczęto w 1902 roku, natomiast został on ukończony dwa lata później, w 1904 roku. Kościół został zaprojektowany przez Ludwiga Schneidera. Wraz z budową nowego kościoła przebudowano również budynek probostwa. W 1914 roku na rogu dzisiejszych ulic: Kościelnej i Krakowskiej został oddany do użytku michałkowicki ratusz. 

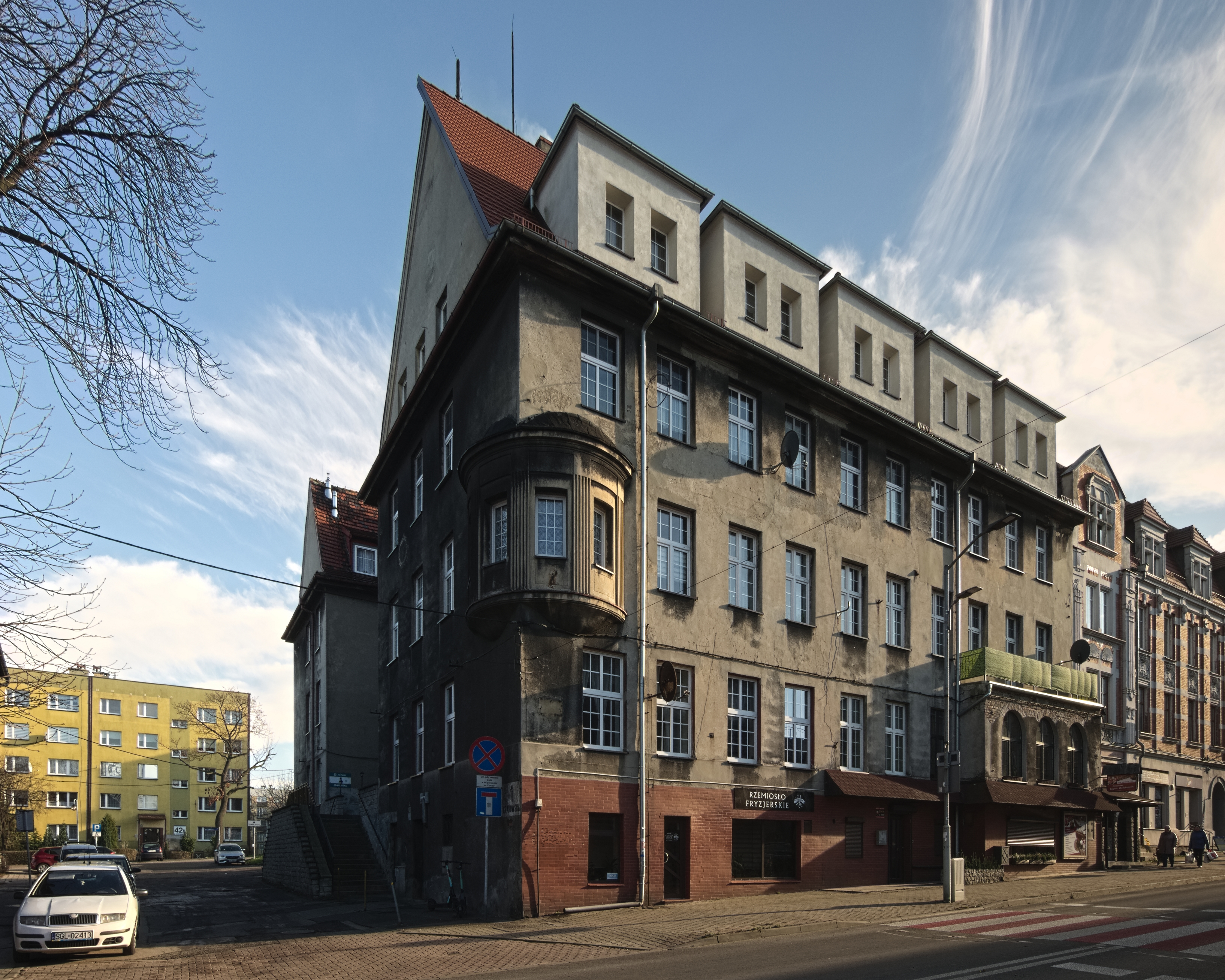
Gmach dawnego ratusza gminy Michałkowice, powstały w 1914 roku na rogu dzisiejszych ulic: Kościelnej i Krakowskiej

W 1951 roku Michałkowice wraz z obecną ulicą Kościelną weszły w skład Siemianowic Śląskich. W czasach Polski Ludowej ulica nosiła nazwę: ulica 15-go Grudnia. W latach 70. XX wieku wyburzono część zabudowy po wschodniej stronie ulicy Kościelnej pod budowę nowych budynków wielorodzinnych. Po zachodniej stronie w miejsce starszych domów powstało kilka pojedynczych budynków. W podobny sposób mogła zniknąć kaplica z figurą Jezusa Chrystusa – w 1978 roku wydano decyzję nakazującą jej likwidację, lecz kapliczki ostatecznie nie rozebrano. 

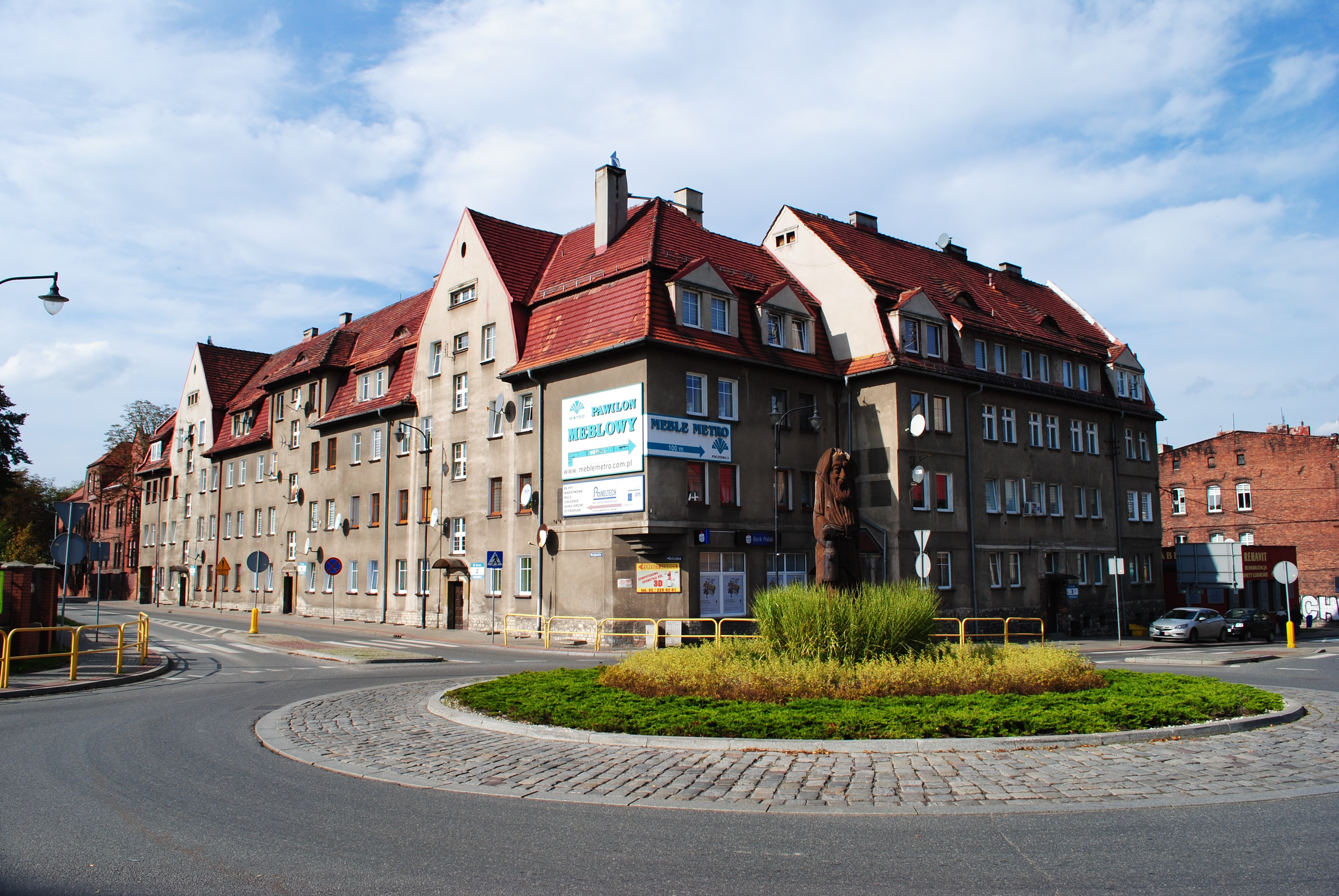
Rondo na skrzyżowaniu ulic: E. Orzeszkowej, Oświęcimskiej oraz Maciejkowickiej, powstałe w 2013 roku

W 2009 roku opracowano koncepcję modernizacji ciągu ulic i skrzyżowań pomiędzy Bytkowem a granicą miasta z Piekarami Śląskimi, w ramach których zaplanowano m.in. zmiany konstrukcyjne nawierzchni dróg i przebudowę ważniejszych skrzyżowań, głównie na ronda. W ramach tych planów przewidziano m.in. rondo na skrzyżowaniu ulic: Kościelnej, E. Orzeszkowej, Oświęcimskiej i Maciejkowickiej. Na przełomie lutego i marca 2013 roku miasto Siemianowice Śląskie ogłosiło przetarg na budowę ronda, będącego wówczas szóstym z kolei na terenie miasta. W ramach prac budowlanych zaprojektowano również nową kanalizację deszczową, oznakowanie pionowe oraz oświetlenie. Realizację prac budowlanych rozpoczęto 9 kwietnia 2013 roku. W połowie lipca na środku ronda postawiono czterometrową postać skarbnika. Został on wyrzeźbiony z topolowego drewna przez Janusza Wędzichę z Wilkowic. Rondo dla ruchu samochodowego oddano do użytku 31 lipca 2013 roku. Łączny koszt prac wyniósł 2,7 mln złotych, a zostały one zrealizowane przez katowicką firmę Drogopol-ZW.
Ulica Kościelna jest jedną z ulic w Siemianowicach Śląskich, na których organizowano różnego rodzaju wydarzenia o charakterze sportowo-rekreacyjnym. W dniu 4 sierpnia 2015 roku była jedną z ulic na trasie III etapu 72. wyścigu kolarskiego Tour de Pologne, natomiast w dniu 31 sierpnia 2019 roku zorganizowano tutaj nocny przejazd rolkami – Nightskating Siemianowice Śląskie 2019.

## Obiekty historyczne i zabytkowe

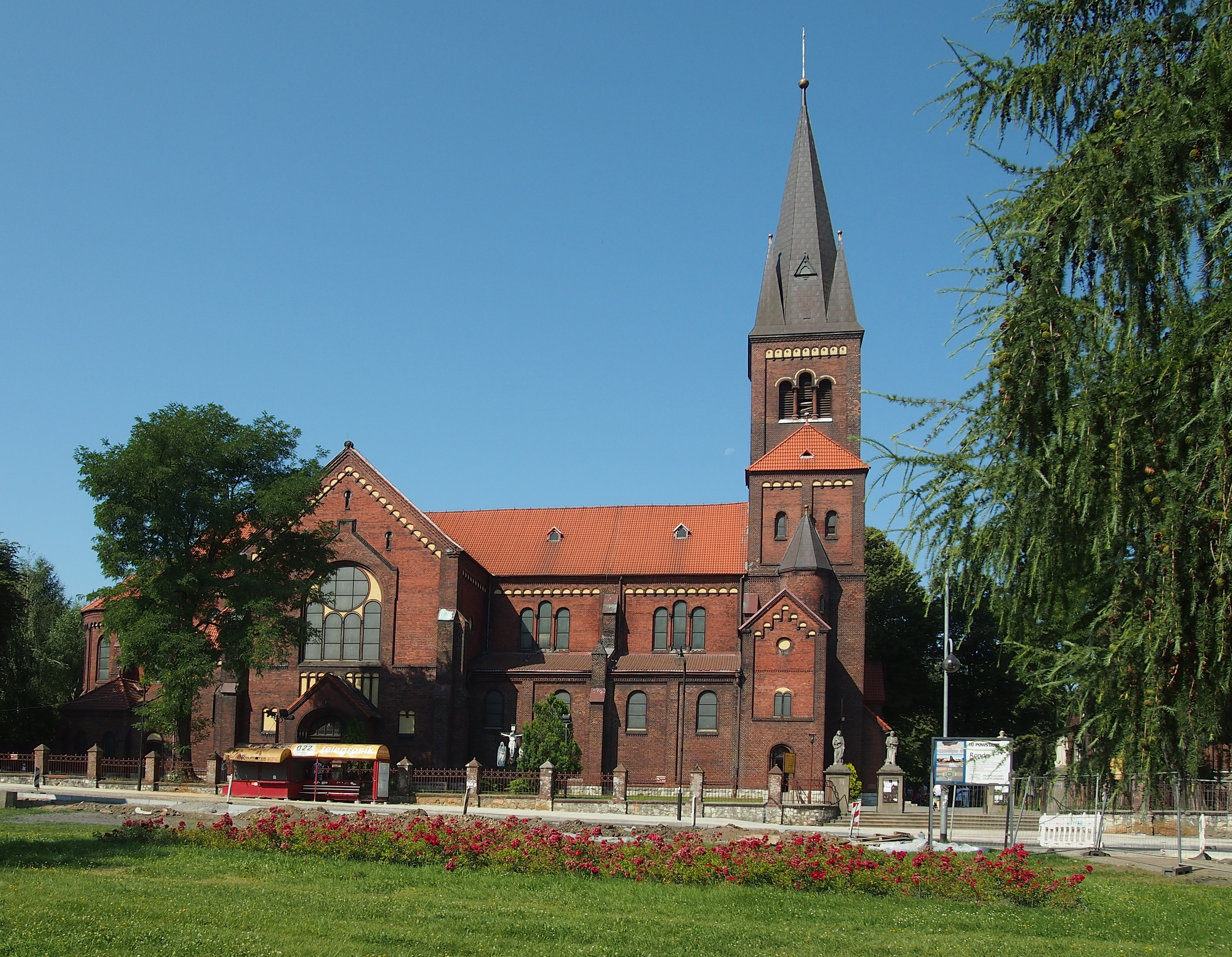
Kościół św. Michała Archanioła

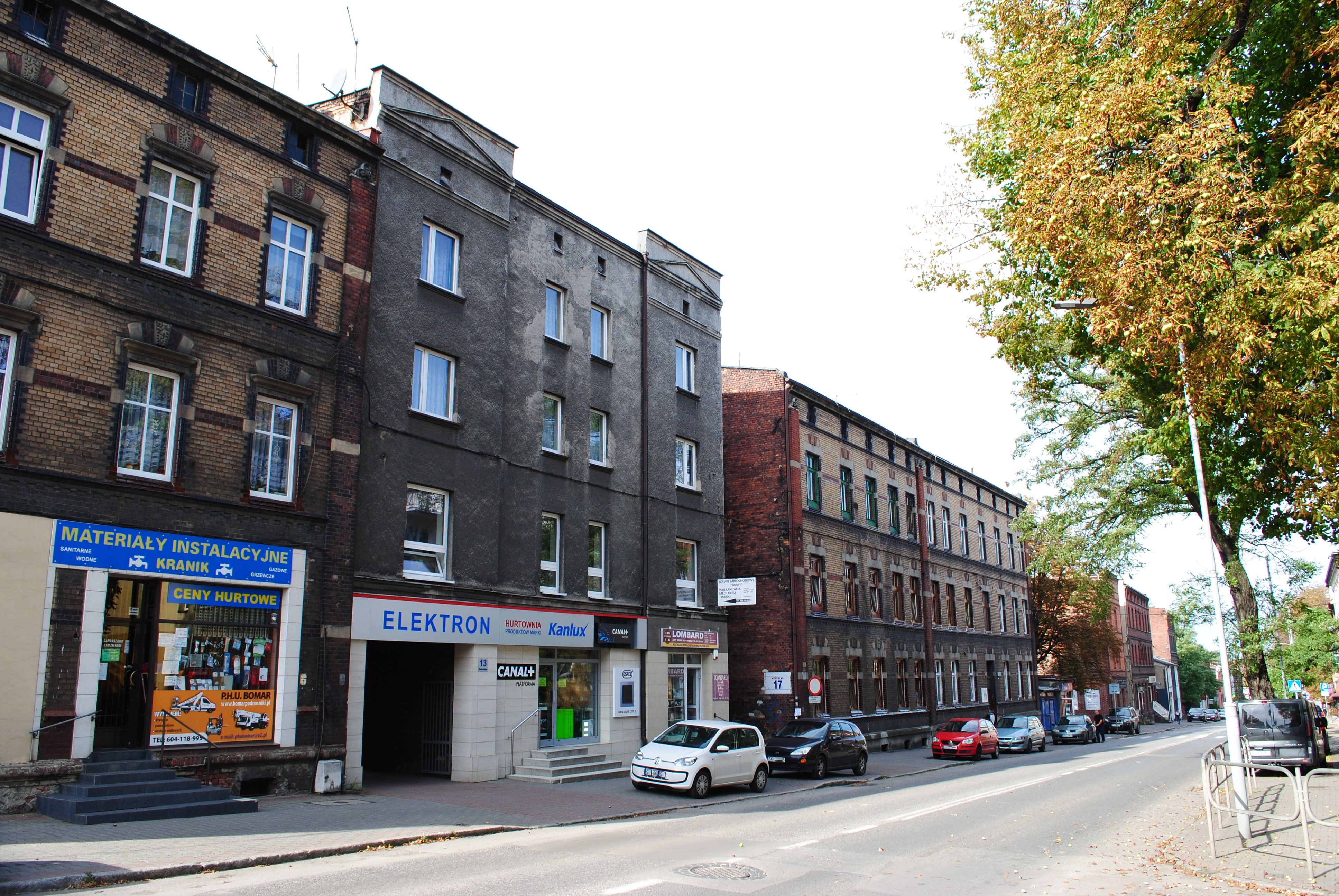
Fragment zachodniej pierzei; od lewej kamienice pod nr.:11, 13 i 17/17a

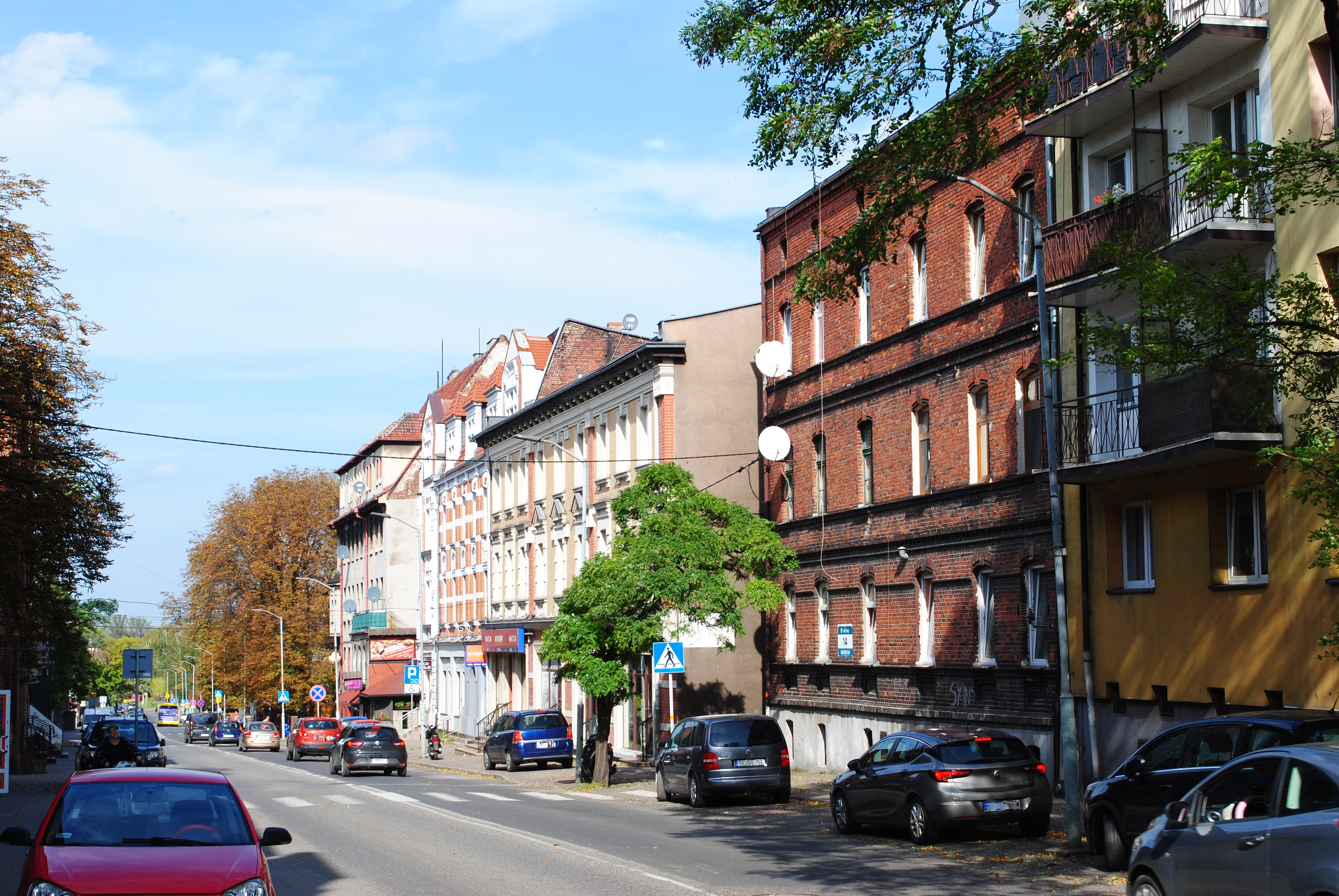
Fragment wschodniej pierzei; pośrodku kamienica pod nr. 16

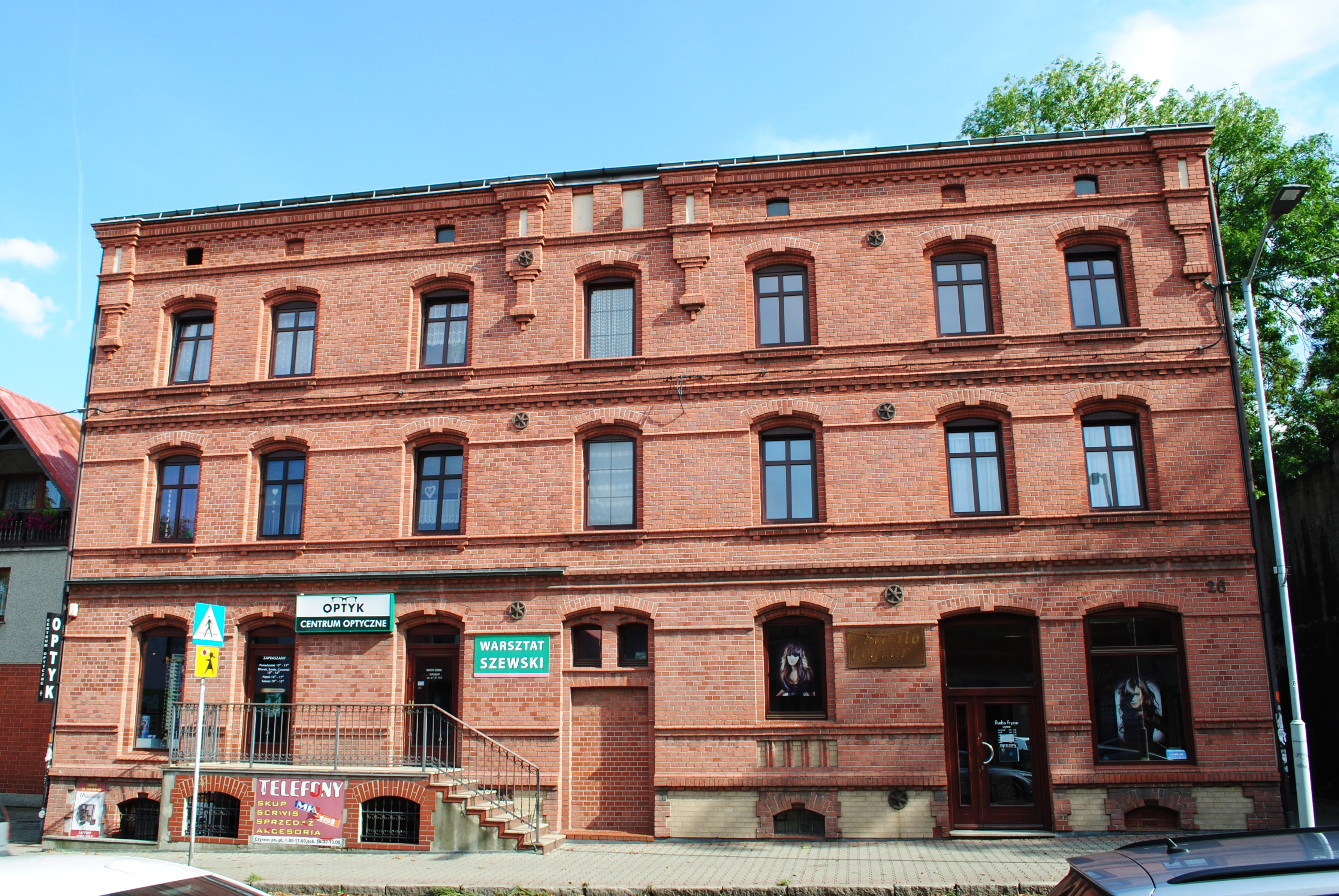
Kamienica (ul. Kościelna 26)

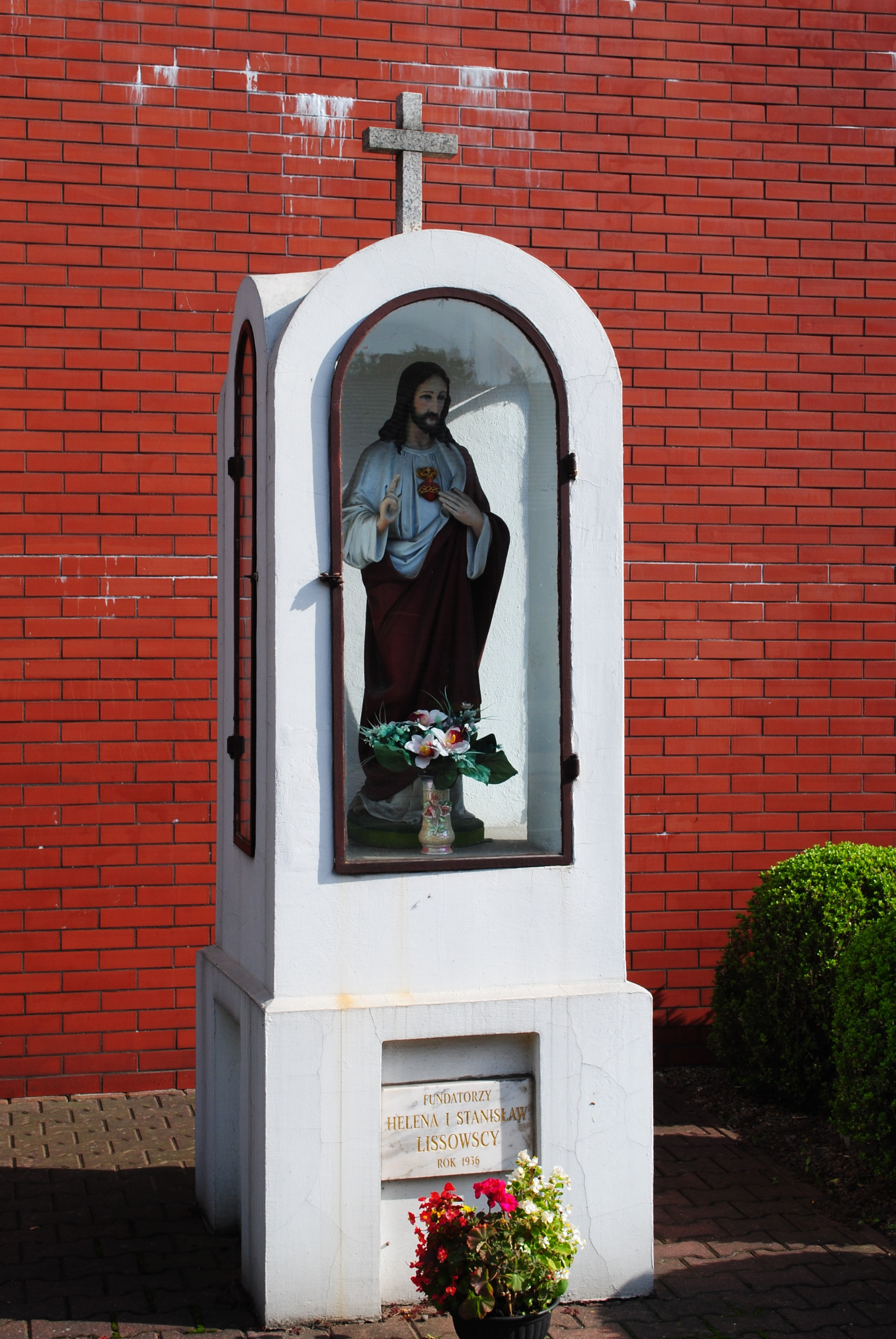
Kapliczka z figurą Jezusa Chrystusa przy ul. Kościelnej 30

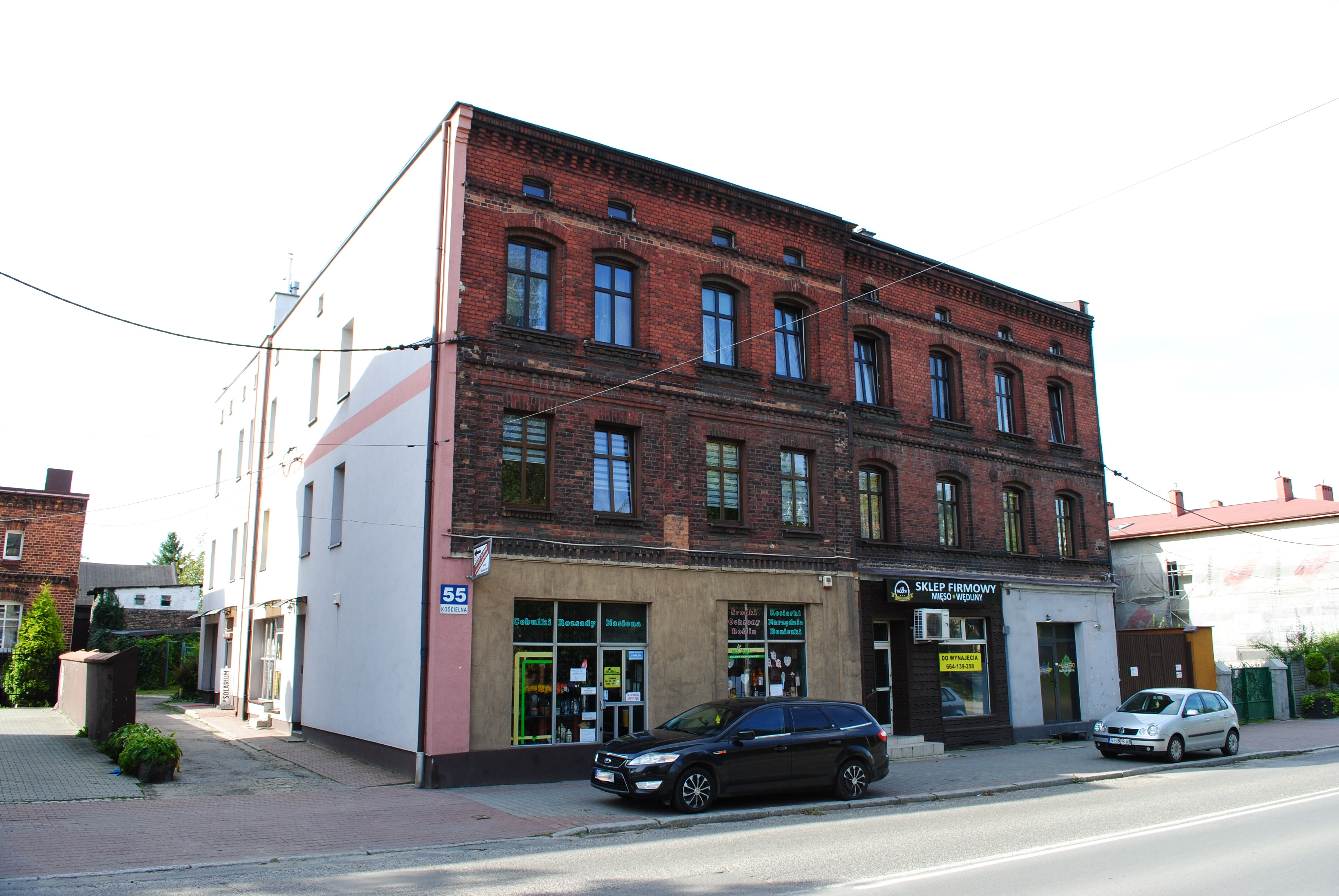
Kamienica (ul. Kościelna 55)

Przy ulicy Kościelnej znajdują się następujące historyczne i zabytkowe obiekty:
- Kościół pod wezwaniem św. Michała Archanioła (ul. Kościelna) – obecny kościół jest czwartym z kolei[27]; wzniesiono go w latach 1902–1904, według projektu architekta Ludwiga Schneidera[15]; obiekt posiada cechy stylu neoromańskiego[28]; w latach siedemdziesiątych XX wieku usunięto część neogotyckich zdobień i wyposażenia kościelnego[15] (m.in. ołtarza z obrazem patrona kościoła – św. Michała Archanioła, autorstwa Juliana Wałdowskiego; odtworzony został on w 2014 roku); zachowała się neogotycka chrzcielnica, ambona (bez schodów i podniebia) i organy firmy Berschdorf z Nysy[27],
- Grupa Ukrzyżowania (ul. Kościelna 1)[29] – została ona wzniesiona w 1928 roku w miejscu po pozostałościach dawnego barokowego kościoła; mieści się przy wschodniej elewacji kościoła p.w. św. Michała Archanioła[30],
- Kamienica (ul. Kościelna 3/ul. Maciejkowicka 2/4/6)[31] – narożny budynek wielorodzinny z 1907 roku wybudowany dla Zakładów Hohenlohego[32],
- Kamienica (ul. Kościelna 5a)[31],
- Kamienica (ul. Kościelna 8)[31],
- Kamienica (ul. Kościelna 9)[31],
- Kamienica (ul. Kościelna 10, róg z ul. Pocztową)[31] – dawny dom mieszkalny dla urzędników, powstały dla Zakładów Hohelohego w 1923 roku; zaprojektował go Rudolf Fischer[33],
- Kamienica (ul. Kościelna 13)[31] – budynek w latach 30. XX wieku został rozbudowany i nadbudowany o jedno piętro, a także zmieniono jego styl architektoniczny na modernistyczny[33],
- Kamienica (ul. Kościelna 14)[31],
- Kamienica (ul. Kościelna 14a)[31],
- Kamienica mieszkalna (ul. Kościelna 16) – kamienica wzniesiona na działce Louisa Riesenfelda, według projektu Dominika Dreschera; była ona własnością Consum-Verein Michalkowitz; w części parterowej budynku zlokalizowane były dwie kancelarie, dwa sklepy, dwa magazyny, wozownia i pokój, natomiast na piętrze istniało mieszkanie dla buchaltera i kierownika sklepu[34]; budynek wpisano do rejestru zabytków 11 stycznia 2011 roku (nr rej.: A/326/11)[35],
- Kamienica (ul. Kościelna 17/17a)[31] – budynek z 1901 (lub 1902[36]) roku, zaprojektowany przez bytomskiego architekta Dominika Dreschera dla oberżysty Eugena Königsfelda[37]; na parterze znajdowała się dawniej oberża[36],
- Kamienica (ul. Kościelna 17b/17c)[31],
- Kamienica (ul. Kościelna 18)[31] – wybudowana w 1902 roku, według projektu Dominika Dreschera; pierwszym właścicielem obiektu był Louis Riesenfeld; po 1922 roku funkcjonowała tu restauracja Karola i Heleny Benke, sklep i apteka[38],
- Kamienica (ul. Kościelna 21)[31] – dom z 1901 roku, wybudowany przez Paula Krolla; za projekt odpowiada budowniczy Franz Kampa; powstał on w miejscu wiejskiego domu; w 1903 roku na parterze kamienicy otwarto sklep[39],
- Kamienica (ul. Kościelna 22/ul. Krakowska 2)[31],
- Kamienica (ul. Kościelna 23)[31] – budynek z 1910 roku, zaprojektowany przez Hlubka – budowniczego Zakładów Hohenlohego[39],
- Kamienica (ul. Kościelna 25)[31] – dom z 1900 roku powstały wg projektu Dominika Dreschera; w 1902 roku w głębi działki powstała rzeźnia[40],
- Kamienica (ul. Kościelna 26)[31],
- Kamienica (ul. Kościelna 29)[31] – w 1910 roku powstał tu parterowy z mansardą nad znajdującym się na osi wejściem[41]; w późniejszym czasie powstał nowy dom piętrowy[42],
- Kapliczka przydrożna (ul. Kościelna 30)[43] – kapliczka z figurą Jezusa Chrystusa, została ufundowana w 1938 roku przez Stanisława Lissowskiego na terenie swojej posesji; w 1978 roku wydano decyzję nakazującą likwidacji kapliczki, lecz ostatecznie ona ocalała[20],
- Kamienica (ul. Kościelna 31)[31] – przy niej w 1931 roku Anton Landsmann postawił piec piekarski i szopę; rok później cegielnię i piekarnię; w 1909 roku Heinrich Landsmann w części budynku wydzielił sklep[42],
- Kamienica (ul. Kościelna 33)[31] – kamienica z około 1902 roku powstała według projektu Franza Kampy; elewacja kamienicy licowana jest biała glazurą i udekorowana licznymi elementami ozdobnymi[44],
- Kamienica (ul. Kościelna 35)[31],
- Kamienica (ul. Kościelna 41)[31],
- Kamienica (ul. Kościelna 49)[31] – budynek powstały w 1911 roku przez Antona Sobczyka w miejsce wcześniej wyburzonego; za projekt odpowiadał Hlubek[45],
- Kamienica (ul. Kościelna 51)[31],
- Kamienica (ul. Kościelna 53)[31],
- Kamienica (ul. Kościelna 55)[31] – dom zaprojektowany przez Dominika Dreschera dla rzeźnika Józefa Szwierkota; w 1913 roku dobudowano do niego piekarnię[46],
- Kamienica (ul. Kościelna 59)[31] – dom z 1896 roku powstały projektu Dominika Dreschera dla Józefa Lizonia[46],
- Kamienica (ul. Kościelna 61)[31],
- Kamienica (ul. Kościelna 67)[31] – był to dom Józefa Fojcika, ostatniego wójta Michałkowic, w którym mieściła się tez kancelaria i pokój do załatwiania spraw mieszkańców wsi; w 1910 roku do budynku dobudowano piekarnie zaprojektowaną przez Dominika Dreschera[46] (budynek dawnej piekarni istnieje do dziś); przed domem wójta w 1901 roku stanęła drewniana chałupa, którą wyburzono w latach 70. XX wieku[47],
- Kamienica (ul. Kościelna 67b)[31].

Na rogu ulicy Krakowskiej i Kościelnej, pod adresem ulica Krakowska 1, znajduje się siedziba dawnego Urzędu Gminy Michałkowice, oddany do użytku w 1914 roku. Pełniła ona swoją funkcję do czasu przyłączenia Michałkowic do Siemianowic Śląskich w 1951 roku, a w dawnym ratuszu urządzono mieszkania.

## Gospodarka i instytucje
Do systemu REGON do połowy października 2021 roku zostało wpisanych łącznie 440 podmiotów zarejestrowanych przy ulicy Kościelnej. Pośród dalej funkcjonujących, swoją siedzibę mają tutaj takie placówki jak m.in.: zakłady mięsne, pracownie optyczne, zakłady pogrzebowe, serwisy samochodowe, firma inżynierska, apteka, zakłady fryzjerskie, sklepy wielobranżowe, warsztat szewski, solarium, bar, gabinety lekarskie, firmy remontowo-budowlane, warsztat stolarski, sklep Auchan Supermarket, zakład fotograficzny, cukiernia, piekarnie i gospodarstwa rolne.
Swoją siedzibę mają tu też następujące instytucje:
- Rzymskokatolicka parafia św. Michała Archanioła (ul. Kościelna 1)[50],
- Futsal Club 2016 Siemianowice Śląskie (ul. Kościelna 6a)[51],
- Przedszkole Nr 6 w Siemianowicach Śląskich (ul. Kościelna 39)[52].